# Фотолаборатория

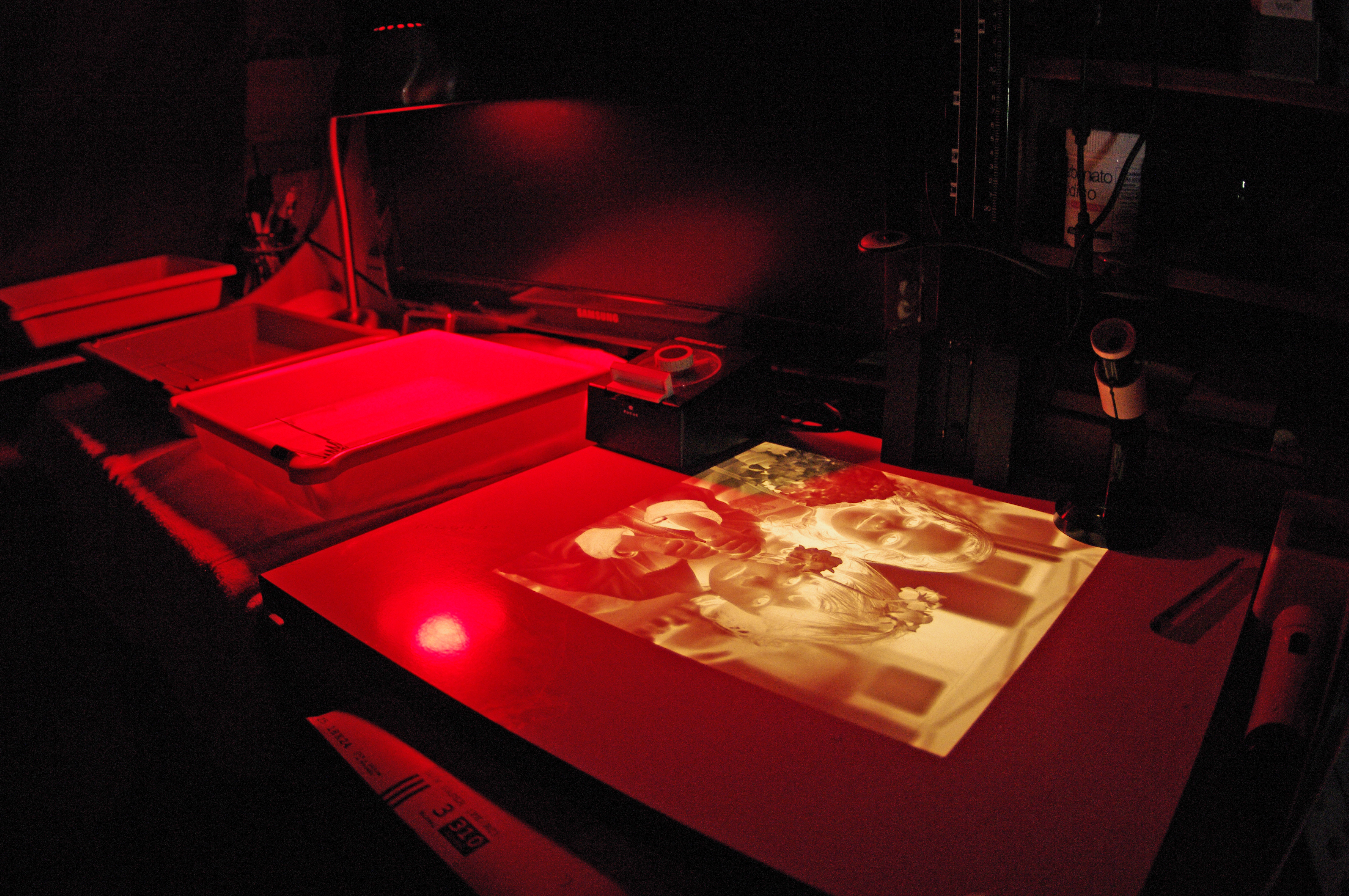
Типичный интерьер фотолаборатории

Фотолаборатория — специализированное помещение для химико-фотографической обработки светочувствительных фотоматериалов и фотопечати. В большинстве случаев здесь же происходит перезарядка кассет с фотоплёнкой и подготовка рабочих растворов. Сотрудник, обслуживающий фотолабораторию, называется фотолаборантом.

## Историческая справка

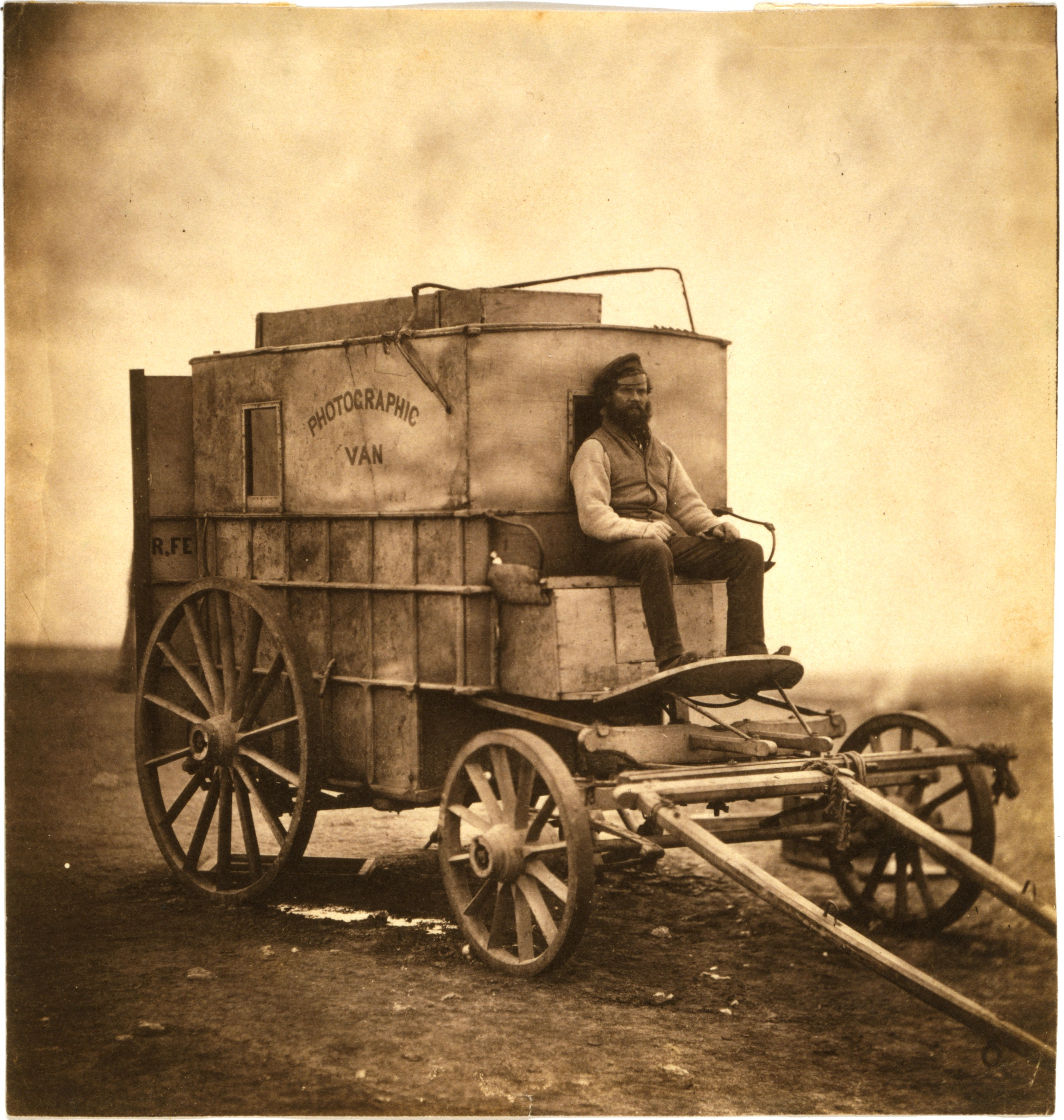
Передвижная фотолаборатория эпохи коллодионного процесса

Фотолаборатории появились сразу же после изобретения дагеротипии и предназначались для сенсибилизации серебряных пластинок, их проявления парами ртути и покрытия золотом. Распространение мокрого коллодионного процесса существенно видоизменило технологию, сделав фотолаборатории мобильными. Необходимость экспонирования и обработки фотопластинок, в течение нескольких минут после полива эмульсии, вынуждала переместить всё лабораторное оборудование как можно ближе к месту съёмки. Появились фотолаборатории в палатках и передвижных вагончиках. Фотопечать в ту эпоху производилась контактным способом на так называемых «дневных» фотобумагах, требующих только фиксирования в растворе вираж-фиксажа. Светочувствительность хлоросеребряных фотобумаг такого типа была низкой и находилась преимущественно в ультрафиолетовом диапазоне излучения. Экспонирование снимка в специальной контактной рамке происходило на солнечном свету во дворе фотоателье. Поэтому основным назначением фотолаборатории длительное время оставались перезарядка кассет и фотографическая обработка негативов. 
Привычную роль фотолаборатория приобрела с появлением желатиносеребряных фотобумаг с проявлением, пригодных для проекционной печати. Высокая светочувствительность к видимому свету заставила обрабатывать такие фотобумаги в затемнённом помещении с красным или жёлто-зелёным неактиничным освещением. Постепенно основным назначением фотолаборатории стали фотопечать и обработка фотобумаги. Это наложило отпечаток на её структуру, где существенную площадь стали занимать проявочные столы, а также оборудование для промывки и сушки отпечатков. Несмотря на трансформации, фотолаборатория на протяжении всей истории аналоговой фотографии считалась её неотъемлемой частью, и до наступления цифровых технологий была распространена как в профессиональной, так и в любительской практике. В настоящее время (2018 год) классическая «мокрая» лаборатория стала экзотикой, уступив место компактным мини-фотолабораториям и струйным принтерам в фотоцентрах. Фотолаборатории сохраняются на производствах, технологический процесс которых связан с обработкой фотоматериалов. Например в типографиях необходимо проявлять фототехническую плёнку после фотовывода цифровых оригинал-макетов, а в радиоэлектронной промышленности таким же способом изготавливаются фотошаблоны. Частично фотолаборатории остались в рентгенкабинетах. Небольшое количество фотолабораторий принадлежит фотохудожникам, занимающимся классической желатиносеребряной фотографией или альтернативными процессами.

## Оборудование
Важнейшей особенностью фотолаборатории считается полная изоляция от дневного света, необходимая для безопасной работы со светочувствительными материалами. Кроме того, фотолаборатория должна быть оснащена водопроводом и канализацией, а специализированные помещения того же назначения — приточно-вытяжной вентиляцией. В профессиональной фотографии в фотолаборатории происходит составление и подготовка рабочих растворов, что требует наличия лабораторной посуды и весов. Крупные фотолаборатории предприятий бытового обслуживания состояли из четырёх помещений: проявочной негативов, помещения для фотопечати, промывочной и сушильного отделения. Простейшая фотолаборатория должна быть оснащена проявочным оборудованием для фотоплёнок и обеспечивать качественную промывку в проточной воде.
Для обработки негативных или обращаемых фотоматериалов могут использоваться как проявочные бачки, так и автоматизированные барабанные установки типа JOBO. Фотопечать требует более сложного оборудования, включающего фотоувеличитель. При этом обработка экспонированной фотобумаги должна происходить здесь же. Чаще всего для этого используются кюветы, но цветные фотобумаги предпочтительно проявлять также в барабанных устройствах, обеспечивающих точное соблюдение режима перемешивания растворов и их температуры. Для качественной проявки фотобумаг и фототехнических плёнок крупные лаборатории оснащались специальными проявочными столами с термостатированием и автоматическим перемешиванием рабочих растворов. Так как чёрно-белые фотобумаги сенсибилизированы только к сине-фиолетовой части видимого спектра, их обработка возможна при неактиничном жёлто-зелёном или светло-оранжевом лабораторном освещении. Поэтому неотъемлемой частью фотолаборатории считаются лабораторные фонари. Наиболее совершенные фонари оснащаются сменными светофильтрами, предназначенными для фотоматериалов с разной спектральной чувствительностью. Цветные фотобумаги могут обрабатываться при тёмно-зелёном освещении за светофильтром №166.
В простейших любительских фотолабораториях обычно используется единственный фонарь, тогда как профессиональные оснащаются несколькими. Точная отработка выдержки при фотопечати предусматривает наличие реле времени, а для измерения экспозиции выпускались специальные фотометры. В цветной фотографии обе функции совмещал цветоанализатор, измеряющий также цветовой баланс. Цветовая температура света от лампы увеличителя при цветной печати поддерживается стабилизатором напряжения. Качественная промывка обработанной фотобумаги играет ключевую роль в долговечности отпечатков. Поэтому крупные фотолаборатории оснащались специальными промывочными установками, в том числе барабанного типа. Окончательная сушка фотоматериалов также требует специального оборудования. Фотоплёнки сушатся в сушильных шкафах, а фотобумага на баритовой подложке сушится с помощью электроглянцевателя. В крупных фотолабораториях тем же целям служат полуавтоматические приборы сушки, например советский АПСО-5М. При больших объёмах печати наличие полуавтоматической сушки обязательно. Небольшие партии снимков на глянцевой фотобумаге могут сушиться на оргстекле или ручным электроглянцевателем. Обрезка готовых отпечатков производится с помощью фоторезака.